# Mayu Kishima
Mayu Kishima (木嶋真優; Kishima Mayu; Kobe, 1986) is een Japanse violiste. 

## Biografie
Mayu Kishima werd in 1986 geboren te Kobe, Japan. Al vanaf haar derde levensjaar startte ze met vioolspelen. Ze bouwde haar carrière gestaag uit en won vele nationale prijzen. In 2002 kreeg zij een studiebeurs voor het buitenland van het Japans ministerie van Cultuur. Van dan af woont ze in Duitsland en studeert er viool onder leiding van professor Zakhar Bron in de Keulse Hochschule für Musik.
In 2009 was ze laureate in de Koningin Elisabethwedstrijd 2009 (voor viool) te Brussel.

## Onderscheidingen
- 2000 Eerste prijs op het 8ste Wieniawski International Violin Competition in Rusland
- 2001 Prijs Kobe Matsukata Hall Music Prize, in Kobe, Japan
- 2003 1e Prijs Patrus International Violin Competition